# Indiaroba
Indiaroba is een gemeente in de Braziliaanse deelstaat Sergipe. De gemeente telt 18.126 inwoners (schatting 2009).

## Aangrenzende gemeenten
De gemeente grenst aan Santa Luzia do Itanhy, Estância, Umbaúba, Cristinápolis en Jandaíra (BA).